# Kristin Kreuk
Kristin Laura Kreuk (Vancouver, 30 december 1982) is een Canadese actrice. Ze speelde onder meer Lana Lang in de televisieserie Smallville.

## Jeugd
Haar vader is van Nederlandse afkomst en haar in Indonesië geboren moeder is van Chinese afkomst. Haar grootmoeder was geboren in Jamaica en was van Chinese komaf. Beide ouders zijn landschapsarchitect. Ze heeft een circa vijf jaar jongere zus. Kreuk deed aan turnen op nationaal niveau tot op de highschool, maar stopte vanwege scoliose.

## Carrière
Kreuk maakte haar debuut als actrice in de Canadese televisieserie Edgemont. Nadien kreeg ze de rol van Sneeuwwitje in de televisiefilm Snow White: The Fairest of Them All. Van 2002 tot 2009 speelde ze Lana Lang in de Amerikaanse televisieserie Smallville die het leven van Clark Kent (Superman) toont als tiener.
In 2003 stopte ze met Edgemont en maakte ze haar debuut op het witte doek in EuroTrip. In 2004 voegde ze zich bij de cast van de miniserie Legend of Earthsea. Begin 2005 had ze een rol in de independent film Partition. Ze speelt Naseem, een kwetsbare zeventienjarige wier wereld verscheurd wordt tijdens de deling van India in 1947. In 2009 speelde ze Chun-Li, de hoofdpersoon in de film Street Fighter: The Legend of Chun-Li, gebaseerd op de Street Fighter-videospellen.